# پلمونت
پلمونت (به انگلیسی: Polmont) یک روستا در بریتانیا است که در فالکرک واقع شده‌است. پلمونت ۵٬۳۲۱ نفر جمعیت دارد.